# Coreum
Das Coreum ist eine Veranstaltungsplattform in Stockstadt am Rhein, Hessen. Es dient als Akademie, Ausstellungsraum, Veranstaltungsort, Restaurant und Hotel. Das Coreum wurde als Plattform für die Bau-, Materialumschlag- und Recyclingindustrie gegründet.

## Geschichte
Das Coreum wurde 2018 von der Kiesel Group gegründet, einem Unternehmen mit einer langjährigen Präsenz in den Bereichen Bau und Materialumschlag. Der Name Coreum ist ein Kofferwort aus Core, was das den Kern der Bau-, Recycling- und Materialumschlagindustrie darstellen soll, und Forum, was einen Ort der Zusammenkunft anzeigen soll.

## Einrichtungen

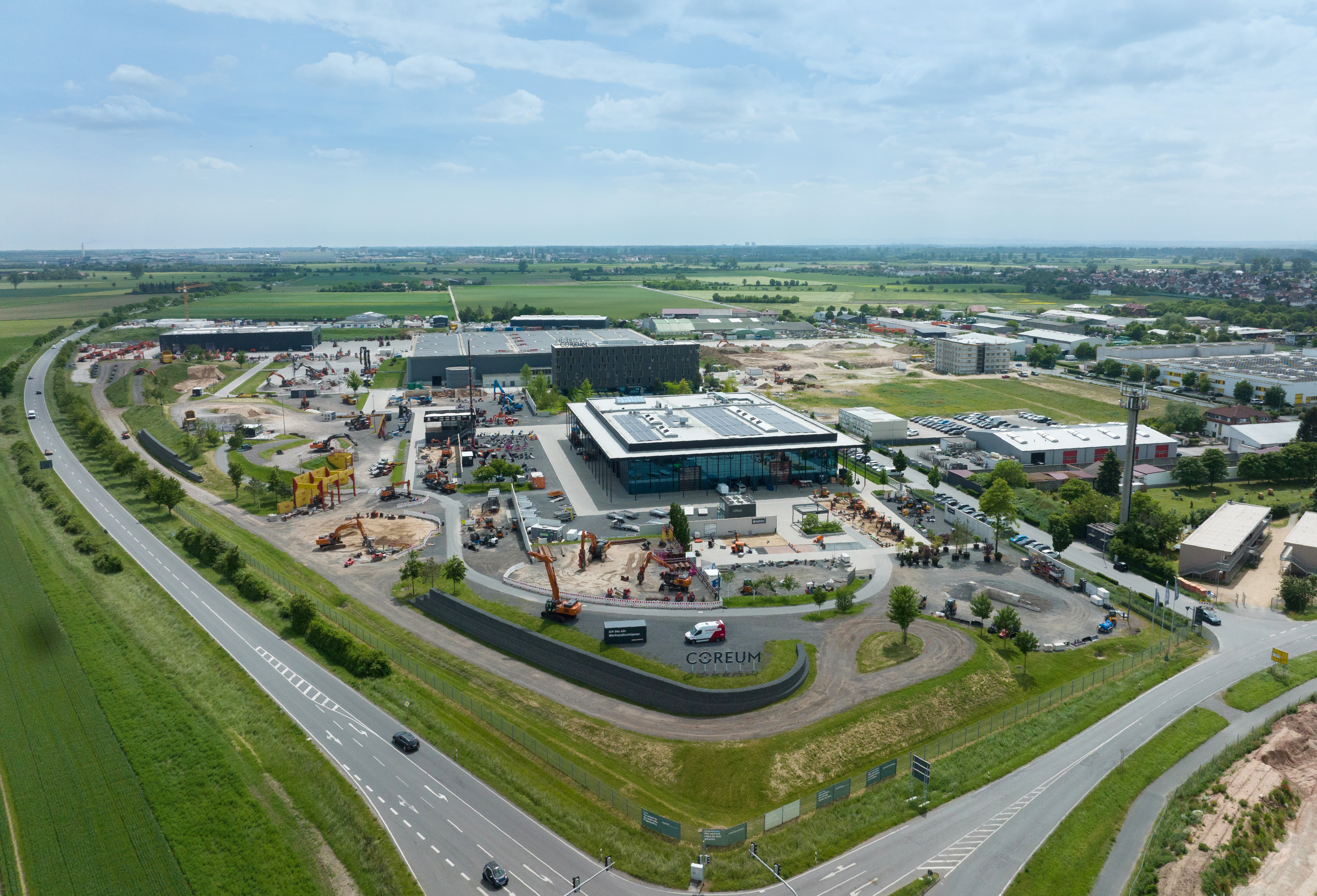
Luftaufnahme des Coreums

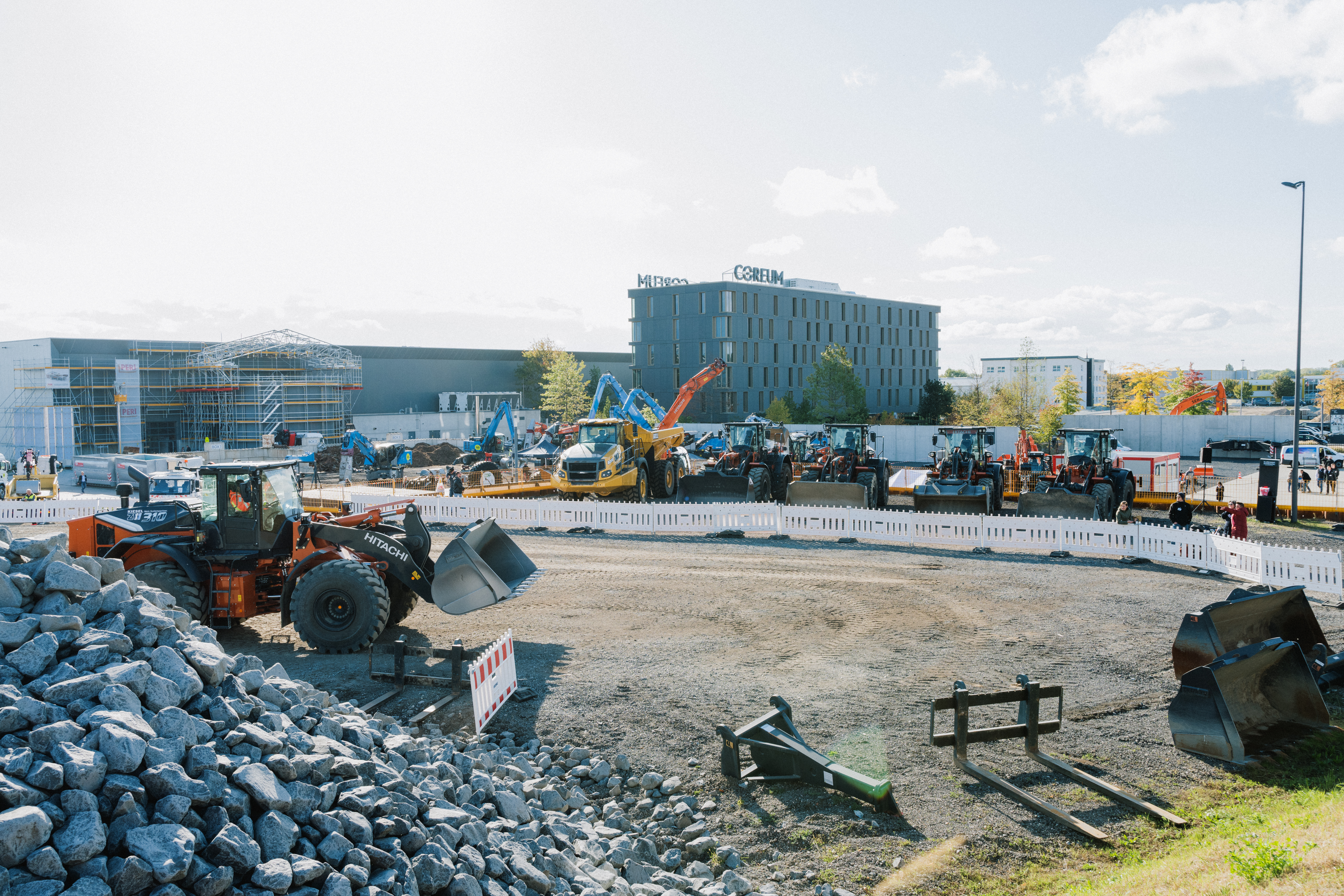
Auswahl der Maschinen und Produkte der Coreum Partner auf den Coreum Praxistagen 2023.

### Ausstellungs- und Veranstaltungsraum
Das Coreum erstreckt sich über eine Gesamtfläche von 120.000 Quadratmetern, einschließlich eines 80.000 Quadratmeter großen Außenbereichs und eines 5.500 Quadratmeter großen Innenforums. Die Einrichtung ist darauf ausgelegt, eine breite Palette von Veranstaltungen zu beherbergen, von Produktpräsentationen und Roadshows bis hin zu Workshops, Meetings und Seminaren.

### Coreum Hotel
Angrenzend an die Ausstellungs- und Veranstaltungsräumlichkeiten befindet sich das Coreum Hotel, das im April 2023 eröffnet wurde.

### Coreum Akademie
Die Einrichtung bietet über die Coreum Akademie eine Reihe von Schulungs- und Seminarprogrammen an. Diese Programme sind darauf ausgelegt, Theorie und Praxis miteinander zu verbinden, für den praktischen Teil dienen Werkstätten und Demo-Baustellen auf dem Gelände.

### Partnerschaften und Kooperationen
Das Coreum arbeitet mit über 55 Marken und Partnern aus den Bereichen Bau, Materialumschlag und Recycling zusammen. Diese Partnerschaften machen aus dem Coreum die branchenübergreifende Plattform. In dieser kooperativen Umgebung werden Innovation und Entwicklung gefördert, um die jeweilige Branche voranzutreiben.
Partner des Coreum:
- AFL
- Allu
- Bell
- BMAir
- Bohnenkamp
- BSB
- Demarec
- Deutz AG
- Dynapac
- Echle Hartstahl
- Ela Container
- EmiControls
- Terex Fuchs
- Gremac
- Hansa-Flex
- Hexagon
- HGT
- Hitachi
- Holp
- ifm
- IHA
- Inan Makina
- Kasiglas
- Kiesel
- Kinshofer
- Kleenoil
- Ko-Mats
- KTEG
- K³ - Kompetenzzentrum
- Loc-matic
- Lorenz von Ehren
- Makineo
- Mantsinen
- Movax
- OilQuick
- Optimas
- Palfinger
- Peri
- Qiky
- Rädlinger
- RecyclingAKTIV & TiefbauLIVE
- rock.zone
- RSP
- Tobroco Giant
- Tuchel
- TWF
- UAM
- Unsinn
- Usaneers
- Vemcon
- Würth

(Stand 01.2024)

## Coreum Circle Stiftungsverein e. V.
Im März 2023 wurde der Stiftungsverein Coreum Circle gegründet. Der Coreum Circle wurde mit der Absicht gegründet, Personen aus den Branchen Bau, Recycling und Umschlag zu unterstützen, die unverschuldet in Not geraten sind.

## Auswirkungen und Rezeption
Seit seiner Gründung wird das Coreum als eine einzigartige und dynamische Plattform innerhalb der Branche anerkannt. Es hat zahlreiche Veranstaltungen ausgerichtet. Das Konzept der Branchenplattform spiegelt sich in der Messe der Coreum Praxistage wider. Dabei kommen Fachleute der Branchen Bau, Umschlag und Recycling zusammenkommen, um die neuesten Maschinen und Systemlösungen direkt vor Ort zu testen.